# Arbeidsongeschiktheid
Onder arbeidsongeschiktheid wordt verstaan het niet in staat worden geacht arbeid te verrichten met een erkende economische meerwaarde. Dat men geheel of gedeeltelijk arbeidsongeschikt is, kan een lichamelijke of psychische oorzaak hebben.
De beoordeling of men arbeidsongeschikt is, is onderhevig aan veranderende normen en waarden. Een werkgever zal iemand "arbeidsongeschikt" beschouwen wanneer iemand meer kost dan oplevert ongeacht de kwaliteiten van de persoon. Een overheid zal daarentegen iemand juist niet arbeidsongeschikt willen verklaren wanneer iemand daardoor meer kost. Omdat de maatschappelijke meerwaarde veelal ondergeschikt wordt geacht aan de economische meerwaarde/bijdrage vindt de beoordeling veelal plaats op grond van economische motieven. 
Mensen met een handicap/beperking kunnen veelal wel werken. In sommige gevallen gaat het om aangepast werk waar mensen gefaciliteerd en/of ondersteund worden. Meerdere overheden kennen stimulerende maatregelen voor werknemers en werkgevers om mensen met een verminderde arbeidsgeschiktheid te integreren in het arbeidsproces.

## Nederland
In Nederland kunnen arbeidsongeschikte werknemers een beroep doen op de Wet werk en inkomen naar arbeidsvermogen (WIA) voor een arbeidsongeschiktheidsuitkering. Binnen de WIA spreekt men over arbeidsgeschiktheid in plaats van arbeidsongeschiktheid. Zelfstandige ondernemers kunnen ervoor kiezen een arbeidsongeschiktheidsverzekering af te sluiten.

## België
In België hebben werknemers, werklozen en zelfstandigen binnen de ziekte- en invaliditeitsverzekering recht op een ziekte-uitkering, die ze van hun ziekenfonds ontvangen.